# Stanisław Manturzewski
Stanisław Manturzewski (* 29. September 1928 in Warschau, Zweite Polnische Republik; † 28. Juli 2014 in Warschau, Polen) war ein polnischer Schauspieler, Drehbuchautor und Regisseur.
Manturzewski studierte Archäologie an der Universität Warschau. Er schrieb über jugendliche Hooligan-Banden in der Zeitschrift Po prostu, bis er 1957 ein Berufsverbot als Journalist erhielt. Als Spezialist für Jugendbanden und religiöse Sekten arbeitete er für die Abteilung Sozialforschung der Polnischen Akademie der Wissenschaften und veröffentlichte mit Czesław Czapów 1960 das Buch Niebezpieczne ulice. U źródeł chuligaństwa. Materiały i refleksje (Unsichere Straßen. An der Quelle des Hooliganismus. Materialien und Reflexionen). Um 1956 war er im Warschauer „Klub des Krummen Rades“ aktiv.
Er produzierte als Drehbuchautor und Regisseur mehrere Dokumentarfilme – von Jastrzębie, 1974 bis Himilsbach. Prawdy, bujdy, czarne dziury, 2002 (über Jan Himilsbach), schrieb das Drehbuch zu Bohdan Porębas Spielfilm Lunatycy und wirkte als Schauspieler in mehreren Kino- und Fernsehfilmen mit.